# Roberto César Zardin Rodrigues
Roberto César Zardin Rodrigues, mais conhecido como Roberto César, ou simplesmente Roberto (Sapiranga, 19 de dezembro de 1985), é um futebolista brasileiro que atua como atacante. Atualmente está sem clube.

## Carreira

### início
Roberto é natural de Sapiranga, Rio Grande do Sul. Revelado pelo Figueirense em 2003, também atuou nas categorias de base do CENE entre os anos de 2002 e 2003.

### Figueirense
Em 2003, Roberto fez o seu primeiro jogo com a camisa do Figueira, porém a inexperiência o fez voltar ao sub-20 no mesmo ano.

### Niigata
Em 2004, para adquirir experiencia o atacante foi emprestado ao Niigata do Japão.

### Atlético de Ibirama
Em 2005, Roberto foi novamente emprestado, desta vez ao Atlético de Ibirama, para a disputa do Campeonato Catarinense.

### Retorno ao Figueirense
Ainda em 2005 o atleta retornou ao Figueirense, mas o jogador voltou a integrar o time sub-20 do Furacão.
Em 2006 foi reintegrado ao time principal, onde ajudou o clube a ser campeão do Campeonato Catarinense (primeiro título como profissional de sua carreira).

### Cabofriense
Em 2007, assinou com a Cabofriense por 3 anos.

### Macaé e Tigres do Brasil
Em 2008, foi emprestado ao Macaé por uma temporada.
Em 2009, o atacante foi novamente emprestado, desta vez ao Tigres do Brasil por dois anos.

### Avaí
Em 30 de abril de 2009, Roberto assinou com o Avaí. No início da temporada de 2010, esteve próximo de uma transferência para o Coritiba por meio de uma troca pelo atleta Marcos Aurélio, mas o negócio não foi para frente e Roberto ficou no Avaí.
Apesar da má campanha e do quase rebaixamento do time para a Série B de 2011, Roberto jogou bem no clube catarinense e conquistou a torcida, com sua velocidade e raça nos jogos. Foi o principal jogador do clube na luta pela permanência na Série A em 2010. Foi da torcida avaiana que recebeu o apelido de "RobertoBolt" em referência ao jamaicano Usain Bolt, ídolo máximo do atletismo por sua velocidade. E da mesma torcida recebeu outro apelido, "Roberto Fórmula 1", também em referência a sua velocidade.

### FC Tokyo
No final do ano de 2010, Roberto foi anunciado como reforço do F.C. Tokyo do Japão para a temporada seguinte.

### Coritiba
Em 2 de março de 2012 assinou contrato por empréstimo com o Coritiba, até o final do ano.

### Ulsan Hyundai FC
Em janeiro de 2013, foi emprestado ao Ulsan Hyundai FC, com uma cláusula de compra ao fim do término do empréstimo.

### Retorno ao Avaí
Após ser emprestado e não ter feito uma boa temporada pelo Ulsan Hyundai FC, Roberto se reapresentou ao FC Tokyo, porém o clube japonês queria emprestá-lo de novo. Então ofereceu-lhe ao ex-clube, o Avaí (no qual Roberto teve uma boa passagem e se identificou com a torcida). Roberto, FC Tokyo e o Avaí aceitaram a negociação e o atacante voltou para o clube no dia 21 de janeiro de 2014 para a disputa do Campeonato Catarinense de 2014 e a Série B do Campeonato Brasileiro.
Roberto re-estreou no dia 13 de fevereiro de 2014 pelo Avaí, na derrota por 2x0 contra o Brusque pela antecipação da 7ª rodada do Campeonato Catarinense na Ressacada. Foi eleito um dos melhores do jogo. O jogo deixou o Avaí na lanterna do Catarinense e com uma situação muito complicada para conseguir a classificação para o quadrangular final. Roberto foi um dos poucos jogadores do time catarinense que não foi vaiado pela torcida ao término da partida.
Logo no segundo jogo com a camisa do Avaí, Roberto jogou o clássico contra seu time revelador, o Figueirense. Não repetiu a atuação contra o Brusque, mas jogou com muita vontade. Roberto ainda se envolveu na pancadaria que ocorreu no andamento da partida. O Avaí venceu o clássico por 2x1 no Orlando Scarpelli e desafogou a sua situação no Catarinense.
No terceiro jogo desde sua volta ao Leão da Ilha, Roberto não conseguiu repetir a atuação contra o Brusque. Com técnico novo (Paulo Turra), o Avaí perdeu na Ressacada para a Chapecoense pelo placar de 2x1 e deu adeus a disputa pela classificação no quadrangular final do Catarinense.
O primeiro gol de Roberto após a volta para o Avaí, foi no dia 9 de março de 2014, na derrota por 3x1 contra o Marcílio Dias pela 2ª rodada do hexagonal final do Catarinense, no Estádio Hercílio Luz, em Itajaí.
Já o segundo gol de Roberto após a volta a Florianópolis foi no dia 19 de março de 2014 na 5ª rodada do hexagonal da morte do Catarinense, contra o Atlético de Ibirama na Ressacada, na vitória por 2x0 sobre o clube de Ibirama. Foi no melhor estilo Roberto, na velocidade, tocando na saída do goleiro aos 35 minutos do primeiro tempo. A vitória tirou o Avaí da zona de rebaixamento do hexagonal.
No jogo contra o Atlético de Ibirama em Ibirama no dia 23 de março de 2014, Roberto marcou dois e ajudou a tranquilizar a situação do Avaí no Catarinense. A partida terminou com o placar de 4x0 para o Avaí, os outros dois gols foram marcados por Marquinhos e Cléber Santana.
No dia 16 de julho de 2014, o atacante completou 100 jogos com a camisa do time catarinense, no jogo de ida da terceira fase da Copa do Brasil contra o Palmeiras, na Ressacada. O jogo foi 2x0 para equipe paulista, Roberto entrou no segundo tempo, fez boas jogadas pela equipe avaiana, mas não conseguiu evitar a derrota.
No final de 2014, Roberto machucou-se e ficou 4 partidas sem atuar, prejudicando sua equipe que quase viu o sonho do acesso ir por água abaixo após ficar 12 partidas invicta e 6 sem vencer. Roberto voltou na 35ª rodada, na derrota por 3 a 0 para o América-MG em Belo Horizonte. Na última partida do Campeonato, contra o Vasco da Gama na Ressacada, que definia se o clube catarinense iria ou não conseguir o acesso à Série A, Roberto foi destaque fazendo jogadas de efeito e muita vontade. O jogo terminou em 1 a 0 para o time azul (com gol de pênalti de Marquinhos), mas a euforia só tomou conta da torcida quando a notícia de que o Icasa venceu o Boa Esporte e o Santa Cruz bateu o Atlético Goianiense chegou, assim o principal objetivo do Leão da llha no ano se concretizou, depois de tanta luta.
Roberto foi o artilheiro do time no ano, com 10 gols. Além de ser o segundo atacante que mais atuou com a camisa do Leão em 2014. Em um ano de crise para os atacantes do Avaí, o F-1 foi o destaque dos 9 que vestiram a camisa azul e branca e o mais prestigiado pelo torcida ao lado do jovem Anderson Lopes.
No dia 11 de dezembro de 2014, a diretora avaiana renovou o contrato do atacante para a temporada 2015, mas dessa vez Roberto deixaria de pertencer ao Tokyo FC e se tornaria jogador do Avaí.

#### 2015
Roberto não jogou nas 4 primeiras partidas do Campeonato Catarinense de 2015, em função de uma suspensão que teve que cumprir aplicada pelo TJD-SC.
O atacante só foi jogar na 5ª rodada do estadual, contra o Metropolitano na Ressacada no dia 19 de fevereiro. Com o Avaí na lanterna, pressionado e precisando vencer para não se complicar na competição, Roberto foi titular ao lado de André Lima (recém-contratado e principal referência) e Rômulo (promessa da base em ascensão) no ataque avaiano. O time de Blumenau abriu o placar aos 15 da primeira etapa. 5 minutos depois, Rômulo fez linda jogada e sofreu um pênalti. Roberto foi para a cobrança. Apesar de um chute forte no canto esquerdo, o goleiro adversário defendeu a penalidade. Para piorar, o Avaí ainda conseguiu empatar o jogo aos 35 do segundo tempo, porém o Metrô fez o gol da vitória nos acréscimos e complicou ainda mais a vida do Avaí e do atacante Roberto, que foi vaiado pela torcida, junto com todo o time azurra ao término da partida.
Rescindiu seu contrato com o clube catarinense em janeiro de 2016, por salários atrasados. 

### Grêmio Novorizontino e Criciúma
Após boa temporada pelo Grêmio Novorizontino pelo Paulistão de 2016, foi para o Criciúma para a disputa da Série B de 2016, onde fez um bom campeonato.
Em 2017, foi repatriado pelo Grêmio Novorizontino, para a disputa do Paulistão de 2017.
Na sua estreia no Paulistão de 2017, Roberto marcou o primeiro gol Aurinegro de 2017, na vitória de 3x2 sobre o São Bernardo, válido pelo Paulistão de 2017. Os outros gols anotados por: Fernando Gabriel e Nilson.

## Títulos
Figueirense
- Campeonato Catarinense: 2006

Avaí
- Campeonato Catarinense: 2010

Tokyo
- Campeonato Japonês - 2ª Divisão: 2011
- Copa Imperador: 2011

Coritiba
- Campeonato Paranaense: 2012

Ceará
- Campeonato Cearense: 2018

## Estatísticas
Última atualização:1 de junho de 2015.

### Avaí
| Clube | Ano       | Jogos | Gols |
| ----- | --------- | ----- | ---- |
| Avaí  | 2009      | 21    | 6    |
| Avaí  | 2010      | 50    | 16   |
| Avaí  | 2014      | 41    | 10   |
| Avaí  | 2015      | 9     | 2    |
| Total | 2009-2015 | 121   | 34   |

| Clube | Temporada | Campeonato Brasileiro | Campeonato Brasileiro | Copa do Brasil | Copa do Brasil | Campeonato Catarinense | Campeonato Catarinense | Total | Total |
| Clube | Temporada | Jogos                 | Gols                  | Jogos          | Gols           | Jogos                  | Gols                   | Jogos | Gols  |
| ----- | --------- | --------------------- | --------------------- | -------------- | -------------- | ---------------------- | ---------------------- | ----- | ----- |
| Avaí  | 2014      | 27¹                   | 4                     | 4              | 1              | 10                     | 5                      | 41    | 10    |
| Avaí  | 2015      | 3²                    | 1                     | 3              | 0              | 3                      | 1                      | 9     | 2     |
| Total | Total     | 30                    | 5                     | 7              | 1              | 13                     | 6                      | 50    | 12    |

- ¹ = Série B 2014
- ² = Série A 2015

### Coritiba
Até 24 de junho de 2012.
| Clube    | Temporada | Campeonato Brasileiro | Campeonato Brasileiro | Copa do Brasil | Copa do Brasil | Campeonato Paranaense | Campeonato Paranaense | Total | Total |
| Clube    | Temporada | Jogos                 | Gols                  | Jogos          | Gols           | Jogos                 | Gols                  | Jogos | Gols  |
| -------- | --------- | --------------------- | --------------------- | -------------- | -------------- | --------------------- | --------------------- | ----- | ----- |
| Coritiba | 2012      | 3                     | 0                     | 10             | 2              | 8                     | 4                     | 21    | 6     |
| Total    | Total     | 3                     | 0                     | 10             | 2              | 8                     | 4                     | 21    | 6     |